# Lala Lajpat Rai
Lala Lajpat Rai, (in hindī लाला लाजपत राय) (Dhudike, 28 gennaio 1865 – Lahore, 17 novembre 1928), è stato un attivista indiano.
Soprannominato "leone del Punjab" (in hindī पंजाब केसरी, Punjab kesari), Rai divenne un esponente di punta del movimento d'indipendenza indiano, ed era uno dei tre membri del Lal Bal Pal assieme a Bal Gangadhar Tilak e Bipin Chandra Pal.
Morì poche settimane dopo aver riportato gravi ferite durante una carica della polizia quando guidò una marcia di protesta pacifica contro la Commissione Simon, interamente composta da britannici, e costituita per indicare linee guida per nuove riforme e fare dei rapporti sulla situazione politica in India.

## Biografia

### Primi anni di vita
Rai nacque il 28 gennaio 1865 a Dhudike, nel distretto di Ludhiana, nella Provincia del Punjab. Faceva parte della famiglia Agarwal, che era di stampo giainista, ed era figlio dell'insegnante Munshi Radha Krishna Agarwal, e di Gulab Devi. Rai trascorse gran parte della sua giovinezza a Jagraon.

### Formazione
Alla fine degli anni settanta dell'Ottocento, Agarwal venne assunto in qualità di insegnante di urdu Rewari, nella provincia del Punjab, e il figlio lo seguì. Nel 1880, Lajpat Rai frequentò il Government College di Lahore per studiare legge, dove entrò in contatto con futuri patrioti come Lala Hans Raj (oggi noto come Mahatma Hansraj) e Pandit Guru Dutt. Mentre studiava a Lahore, Rai venne ispirato dal movimento riformista indù di Swami Dayanand Saraswati, divenne membro dell'Arya Samaj di Lahore (aperta nel 1877), e fondatore ed editore dell'Arya Gazette . Nel 1884, quando completò gli studi, Rai seguì il padre a Rohtak.

### Carriera

#### Anni 1880-90
Nel 1886, Rai e Agarwal cambiarono nuovamente residenza a Hisar. Nello stesso anno, fondò la sede di Hisar del Congresso Nazionale Indiano, e, con Babu Churamani, il consiglio forense locale. Inaugurò anche la sede dell'Arya Samaj locale con Churamani, Chandu Lal Tayal, Hari Lal Tayal, Balmokand Tayal, Ramji Lal Hooda, Dhani Ram, Arya Samaj Pandit Murari Lal, Seth Chhaju Ram Jat (che gettò le basi della Jat School di Hisar) e Dev Raj Sandhir. Alla fine del decennio, in due occasioni diverse, ebbe l'onore di essere uno dei quattro delegati di Hisar che parteciparono alla sessione annuale del Congresso ad Allahabad, insieme a Babu Churamani, Lala Chhabil Das e Seth Gauri Shankar. Nel 1892, Rai tornò a Lahore per esercitare la professione di avvocato dinanzi all'Alta Corte di Lahore. Per plasmare la politica dell'India al fine di ottenere l'indipendenza, Rai si occupò anche di giornalismo, e fu un collaboratore regolare di diversi giornali tra cui The Tribune. Nel 1886 aiutò il Mahatma Hansraj a fondare la scuola nazionalista D.A.V. College Managing Committee. Nel frattempo, nel 1894, Rai entrò a far parte del personale delle recentissime Punjab National Bank e Lakshmi Insurance Company. Inizialmente, le idee che lo spinsero a prendere parte alla lotta per l'indipendenza erano influenzate dalla Arya Samaj, e si basavano sul suo bisogno di istituire delle comunità di rappresentanza nazionaliste.

#### Anni 1900-10
Dopo essere diventato membro del Congresso Nazionale Indiano e aver preso parte all'agitazione politica in Punjab, Lala Lajpat Rai venne deportato a Mandalay, ma fu presto liberato in quanto non vi furono alibi per trattenerlo. I sostenitori di Lajpat Rai tentarono di candidarlo alla presidenza della sessione del partito a Surat durante il mese di dicembre del 1907, ma l'iniziativa non ebbe fortuna.
Nel 1914, Rai lasciò lo studio legale per concentrare la sua attenzione sulle iniziative del movimento indipendentista indiano, e si recò in Gran Bretagna, e negli Stati Uniti, ove rimase nel corso della prima guerra mondiale. Durante il mese di ottobre del 1917, aprì la Indian Home Rule League of America a New York. Visitò le comunità sikh lungo la west coast, e la Tuskegee University dell'Alabama. Durante un viaggio nelle Filippine, si confrontò con alcuni lavoratori del luogo.
I resoconti dei suoi viaggi venne scritto nel 1916, e contiene varie citazioni di importanti intellettuali afroamericani, tra cui W.E.B. Du Bois e Fredrick Douglass. Mentre era negli USA, Rai inaugurò a New York la Indian Home Rule League e un mensile che prendeva il nome di Young India and Hindustan Information Services Association. 
Rai presentò una petizione alla United States House Committee on Foreign Affairs dipingendo un quadro vivido della cattiva amministrazione del Raj britannico in India, delle aspirazioni di indipendenza degli indiani. La petizione, composta da 32 pagine e scritta durante una notte, fu discussa al Senato degli Stati Uniti durante il mese di ottobre del 1917. Il documento tratta il tema della "casta di colore", e fa delle analogie fra i concetti di razza e casta rispettivamente dal punto di vista degli USA e dell'India. 
Lajpat Rai tornò in madrepatria nel 1919.

#### Anni 1920

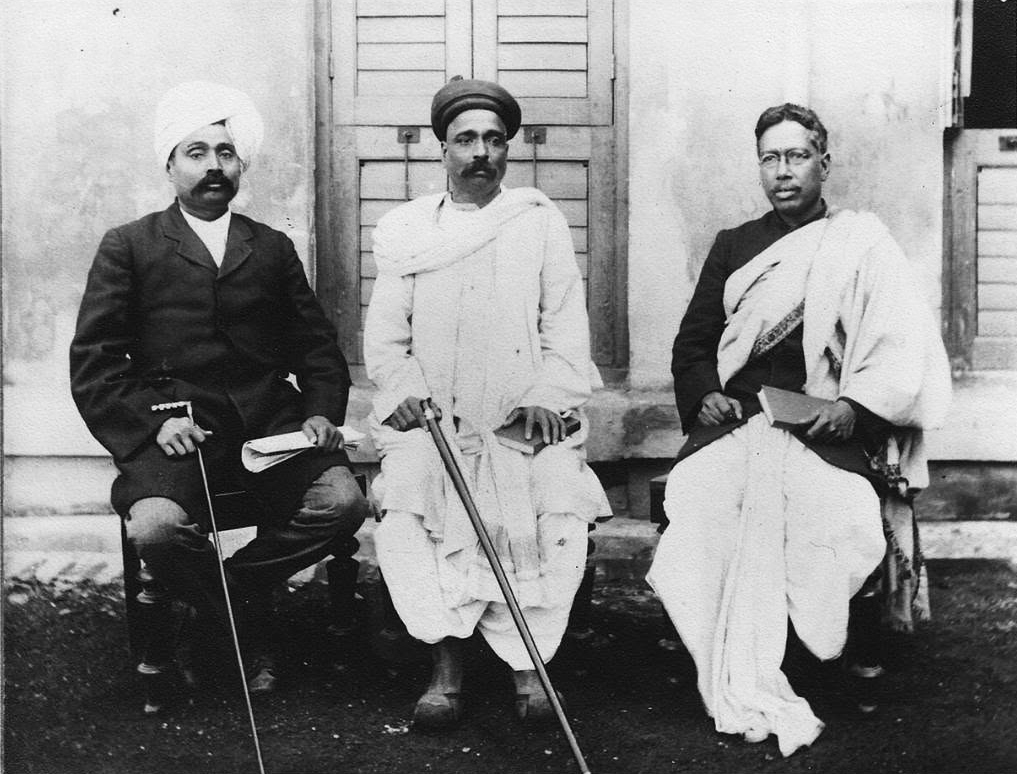
da sinistra: Lala Lajpat Rai, Bal Gangadhar Tilak, e Bipin Chandra Pal

Nel 1920, Rai guidò la sessione speciale del Partito del Congresso che diede il via al movimento di non-cooperazione. Rai rimase in prigione dal 1921 al 1923, e venne eletto membro dell'assemblea legislativa quando venne scarcerato.
Rai venne eletto presidente del Congresso Nazionale Indiano nella sessione speciale di Calcutta del 1920. Nel 1921, fondò a Lahore la Servants of the People Society, un'organizzazione assistenziale senza scopo di lucro. Secondo lui, la società indù doveva combattere la propria battaglia per migliorare il sistema delle caste, e la condizione delle donne, che lui considerava miserevole. I Veda erano una parte importante della religione indù, ma ai ceti inferiori non era data la possibilità di leggerli. Rai permise a questi ultimi di leggerli e di recitare i mantra. Credeva che tutti dovevano avere la possibilità di saper leggere e imparare gli insegnamenti dei Veda.
Nel 1921, egli istituì il National College all'interno della Bradlaugh Hall di Lahore, che ebbe fra gli studenti Bhagat Singh.

#### Proteste contro la Commissione Simon
Nel 1928, il Regno Unito istituì la Commissione Simon, guidata da Sir John Simon, per fare dei rapporti sulla situazione politica in India. La commissione venne boicottata dai partiti politici indiani perché non includeva alcun membro dell'India, e fu oggetto di proteste in tutto il subcontinente. Quando la Commissione visitò Lahore, il 30 ottobre 1928, Lajpat Rai guidò una marcia non violenta per protestare contro di essa. I manifestanti recitavano lo slogan Simon go back ("Simon, tornatene a casa") e sventolavano bandiere nere.

Il sovrintendente di polizia di Lahore, James A. Scott, che era giunto sul posto, ordinò alle forze dell'ordine di agire violentemente per interrompere il corteo, e ferì gravemente Rai. Nonostante il dolore causato dell'aggressione, Rai riuscì a gridare:

### Morte
Rai non riuscì a guarire dalle contusioni riportate, e morì poche settimane dopo, il 17 novembre 1928.
Quando si venne a sapere che la polizia britannica era in qualche modo coinvolta nella morte di Rai, il governo britannico negò ogni responsabilità. Singh, che era diventato un rivoluzionario dell'HSRA e testimone dell'evento, giurò di vendicare la morte di Rai, da lui considerato un importante leader del movimento indipendentista indiano, e organizzò un complotto per uccidere Scott assieme a Shivaram Rajguru, Sukhdev Thapar, e Chandra Shekhar Azad. Tuttavia, Singh e Rajguru aggredirono erroneamente John P. Saunders, un assistente sovrintendente della polizia di Lahore scambiato per Scott, mentre Saunders lasciava il quartier generale della polizia distrettuale a Lahore il 17 dicembre 1928. Chanan Singh, un capo della polizia che li stava inseguendo, venne ferito mortalmente dagli spari di copertura di Azad.
Il fallimento dell'operazione non impedì a Singh e ai suoi colleghi membri dell'HSRA di richiedere che Scott venisse in qualche modo punito per la morte di Rai.

## Opere (elenco parziale)
- Arya Samaj, 1915
- Young India: An Interpretation and a History of the Nationalist Movement from Within, 1916
- The United States of America, 1916
- England's debt to India, 1917
- An Open Letter to the Right Honorable David Lloyd George: Prime Minister of Great Britain, 1917
- Unhappy India, 1928